# Atletismo nos Jogos Olímpicos de Verão de 2016 - 200 m feminino
A competição dos 200 metros rasos feminino do atletismo nos Jogos Olímpicos de Verão de 2016 aconteceu entre os dias 15 e 17 de agosto no Estádio Olímpico. 

## Calendário
Horário local (UTC-3).
| Data                          | Horário | Fase          |
| ----------------------------- | ------- | ------------- |
| Segunda, 15 de agosto de 2016 | 9:35    | Eliminatórias |
| Terça, 16 de agosto de 2016   | 22:00   | Semifinais    |
| Quarta, 17 de agosto de 2016  | 22:30   | Final         |

## Medalhistas
| Ouro   | JAM Elaine Thompson |
| Prata  | NED Dafne Schippers |
| Bronze | USA Tori Bowie      |

## Recordes
Antes desta competição, os recordes mundiais e olímpicos da prova eram os seguintes:
| Tipo | Atleta                   | Tempo   | Local | Data                   |
| ---- | ------------------------ | ------- | ----- | ---------------------- |
|      | Florence Griffith-Joyner | 21,34 s | Seul  | 29 de setembro de 1988 |
|      | Florence Griffith-Joyner | 21,34 s | Seul  | 29 de setembro de 1988 |

## Resultados

### Eliminatórias
Qualificação: Os primeiros 2 em cada bateria (Q) e os seis mais rápidos (q) avançam para as semifinais.

#### Bateria 1

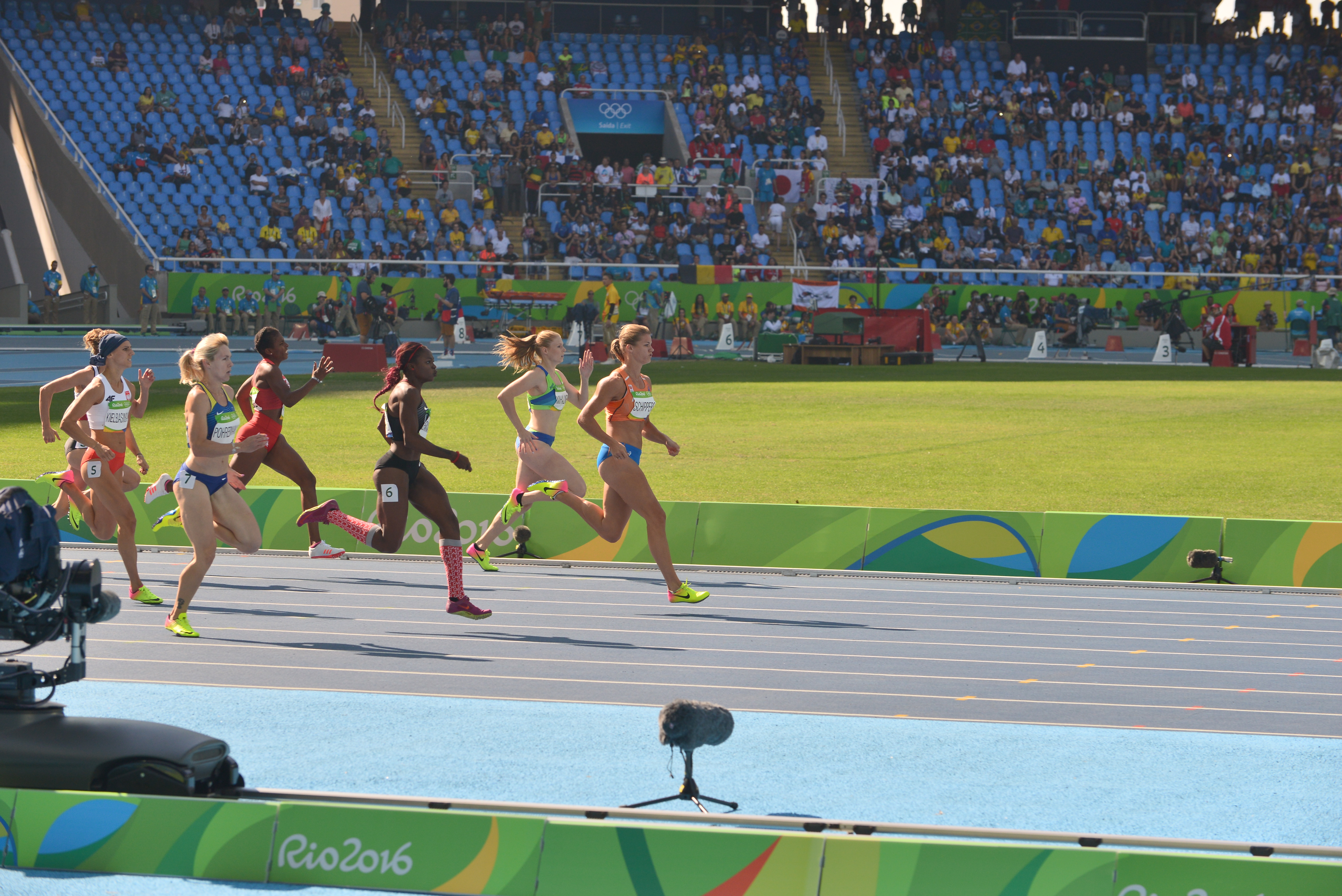
Disputa da bateria 1.

| Pos. | Raia | Atleta              | CON                   | Reação          | Tempo | Notas                |
| ---- | ---- | ------------------- | --------------------- | --------------- | ----- | -------------------- |
| 1    | 4    | Dafne Schippers     | NED Países Baixos     | 0.145           | 22.51 | Q                    |
| 2    | 7    | Nataliya Pohrebnyak | UKR Ucrânia           | 0.134           | 22.64 | Q                    |
| 3    | 6    | Crystal Emmanuel    | CAN Canadá            | 0.144           | 22.80 | q,                   |
| 4    | 5    | Anna Kiełbasińska   | POL Polônia           | 0.155           | 22.95 | Recorde da temporada |
| 5    | 2    | Reyare Thomas       | TTO Trinidad e Tobago | 0.202           | 22.97 |                      |
| 6    | 1    | Maja Mihalinec      | SLO Eslovênia         | 0.132           | 23.38 |                      |
| 7    | 3    | Olivia Borlée       | BEL Bélgica           | 0.170           | 23.53 |                      |
| 8    | 8    | Afa Ismail          | MDV Maldivas          | 0.193           | 24.96 | Recorde nacional     |
|      |      |                     |                       | Vento: +0.5 m/s |       |                      |

#### Bateria 2
| Pos. | Raia | Atleta             | CON                      | Reação          | Tempo | Notas           |
| ---- | ---- | ------------------ | ------------------------ | --------------- | ----- | --------------- |
| 1    | 1    | Jenna Prandini     | USA Estados Unidos       | 0.163           | 22.62 | Q               |
| 2    | 7    | Lisa Mayer         | GER Alemanha             | 0.172           | 22.86 | Q,              |
| 3    | 6    | Tynia Gaither      | BAH Bahamas              | 0.160           | 22.90 | q               |
| 4    | 5    | Ángela Tenorio     | ECU Equador              | 0.160           | 22.94 | q,              |
| 5    | 3    | Celiangeli Morales | PUR Porto Rico           | 0.164           | 23.00 | Recorde pessoal |
| 6    | 2    | Gloria Hooper      | ITA Itália               | 0.167           | 23.05 |                 |
| 7    | 8    | Mariely Sánchez    | DOM República Dominicana | 0.159           | 23.39 |                 |
| 8    | 4    | Cynthia Bolingo    | BEL Bélgica              | 0.188           | 23.98 |                 |
|      |      |                    |                          | Vento: +0.8 m/s |       |                 |

#### Bateria 3
| Pos. | Raia | Atleta            | CON                   | Reação          | Tempo | Notas |
| ---- | ---- | ----------------- | --------------------- | --------------- | ----- | ----- |
| 1    | 3    | Michelle-Lee Ahye | TTO Trinidad e Tobago | 0.170           | 22.50 | Q     |
| 2    | 5    | Simone Facey      | JAM Jamaica           | 0.164           | 22.78 | Q     |
| 3    | 8    | Kauiza Venâncio   | BRA Brasil            | 0.187           | 23.06 |       |
| 4    | 4    | Alyssa Conley     | RSA África do Sul     | 0.114           | 23.17 |       |
| 5    | 1    | Isidora Jiménez   | CHI Chile             | 0.132           | 23.29 |       |
| 6    | 2    | Estela García     | ESP Espanha           | 0.137           | 23.43 |       |
| 7    | 7    | Nataliya Strohova | UKR Ucrânia           | 0.164           | 23.69 |       |
| 8    | 6    | Ýelena Rýabowa    | TKM Turcomenistão     | 0.170           | 25.45 |       |
|      |      |                   |                       | Vento: +0.6 m/s |       |       |

#### Bateria 4

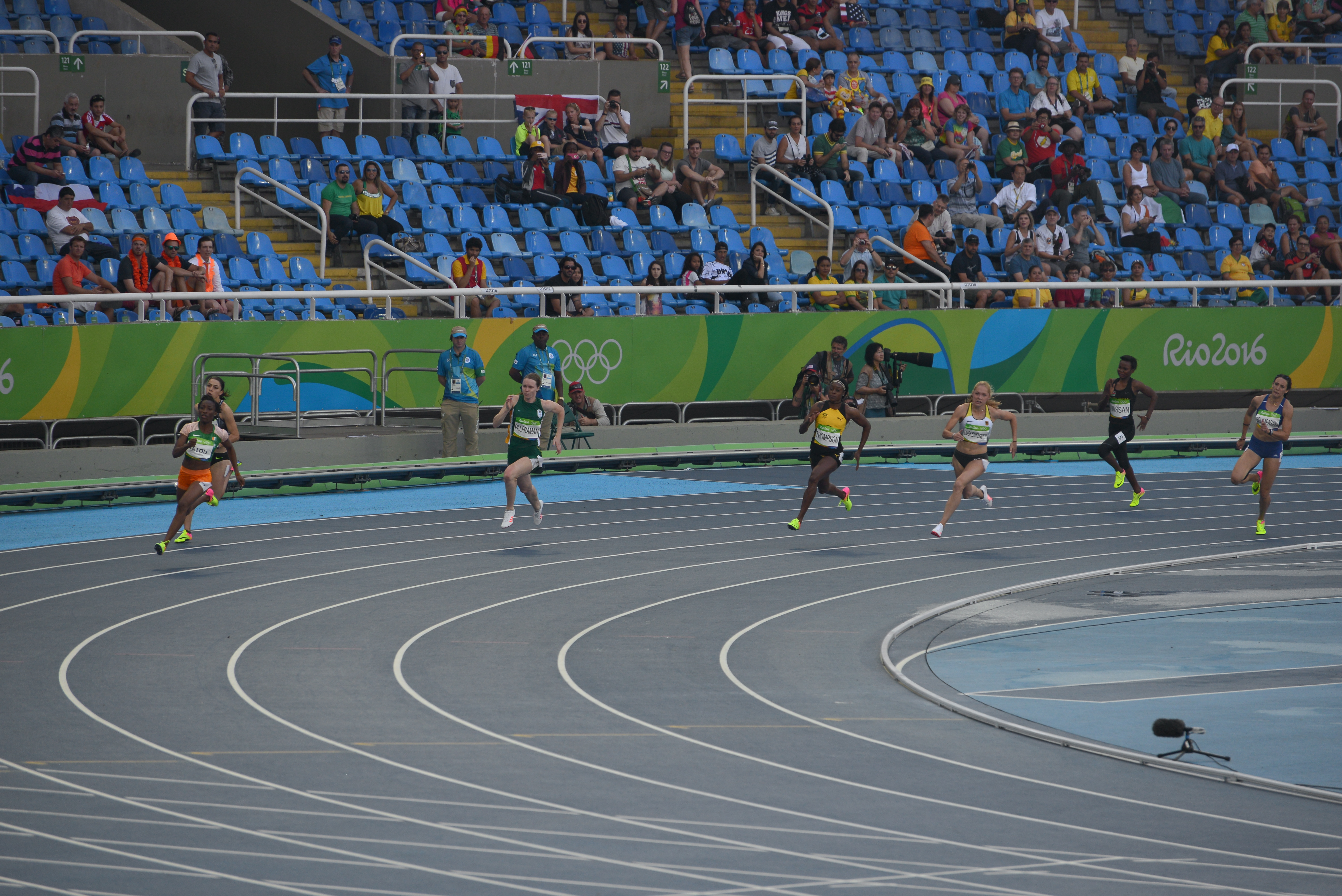
Disputa da bateria 4.

| Pos. | Raia | Atleta             | CON                 | Reação          | Tempo | Notas           |
| ---- | ---- | ------------------ | ------------------- | --------------- | ----- | --------------- |
| 1    | 7    | Marie-Josée Ta Lou | CIV Costa do Marfim | 0.141           | 22.31 | Q,              |
| 2    | 4    | Elaine Thompson    | JAM Jamaica         | 0.177           | 22.63 | Q               |
| 3    | 3    | Gina Lückenkemper  | GER Alemanha        | 0.207           | 22.80 | q               |
| 4    | 2    | Maria Belimpasaki  | GRE Grécia          | 0.183           | 23.19 |                 |
| 5    | 6    | Justine Palframan  | RSA África do Sul   | 0.151           | 23.33 |                 |
| 6    | 1    | Janet Amponsah     | GHA Gana            | 0.157           | 23.67 |                 |
| 7    | 8    | Diana Khubeseryan  | ARM Armênia         | 0.146           | 25.16 |                 |
| 8    | 5    | Margret Hassan     | SSD Sudão do Sul    | 0.263           | 26.99 | Recorde pessoal |
|      |      |                    |                     | Vento: +0.6 m/s |       |                 |

#### Bateria 5

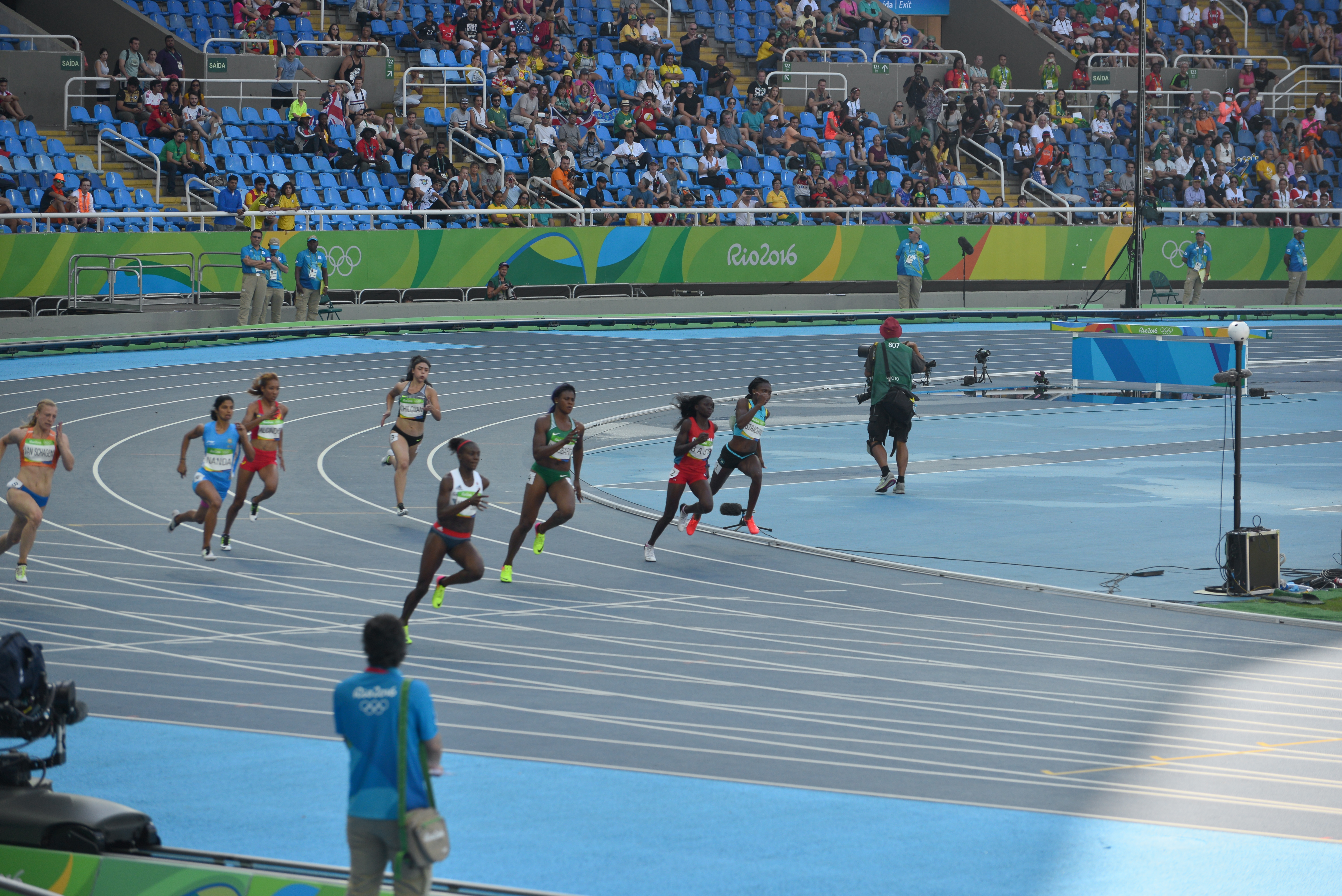
Disputa da bateria 5.

| Pos. | Raia | Atleta              | CON               | Reação          | Tempo | Notas                |
| ---- | ---- | ------------------- | ----------------- | --------------- | ----- | -------------------- |
| 1    | 4    | Blessing Okagbare   | NGR Nigéria       | 0.158           | 22.71 | Q                    |
| 2    | 7    | Dina Asher-Smith    | GBR Grã-Bretanha  | 0.164           | 22.77 | Q                    |
| 3    | 1    | Anthonique Strachan | BAH Bahamas       | 0.161           | 22.96 | Recorde da temporada |
| 4    | 8    | Tessa van Schagen   | NED Países Baixos | 0.189           | 23.41 |                      |
| 5    | 2    | Gina Bass           | GAM Gâmbia        | 0.179           | 23.43 |                      |
| 6    | 6    | Srabani Nanda       | IND Índia         | 0.150           | 23.58 |                      |
| 7    | 5    | Aurelie Alcindor    | MRI Maurício      | 0.201           | 24.55 |                      |
| 8    | 3    | Gayane Chiloyan     | ARM Armênia       | 0.179           | 25.03 |                      |
|      |      |                     |                   | Vento: -0.1 m/s |       |                      |

#### Bateria 6

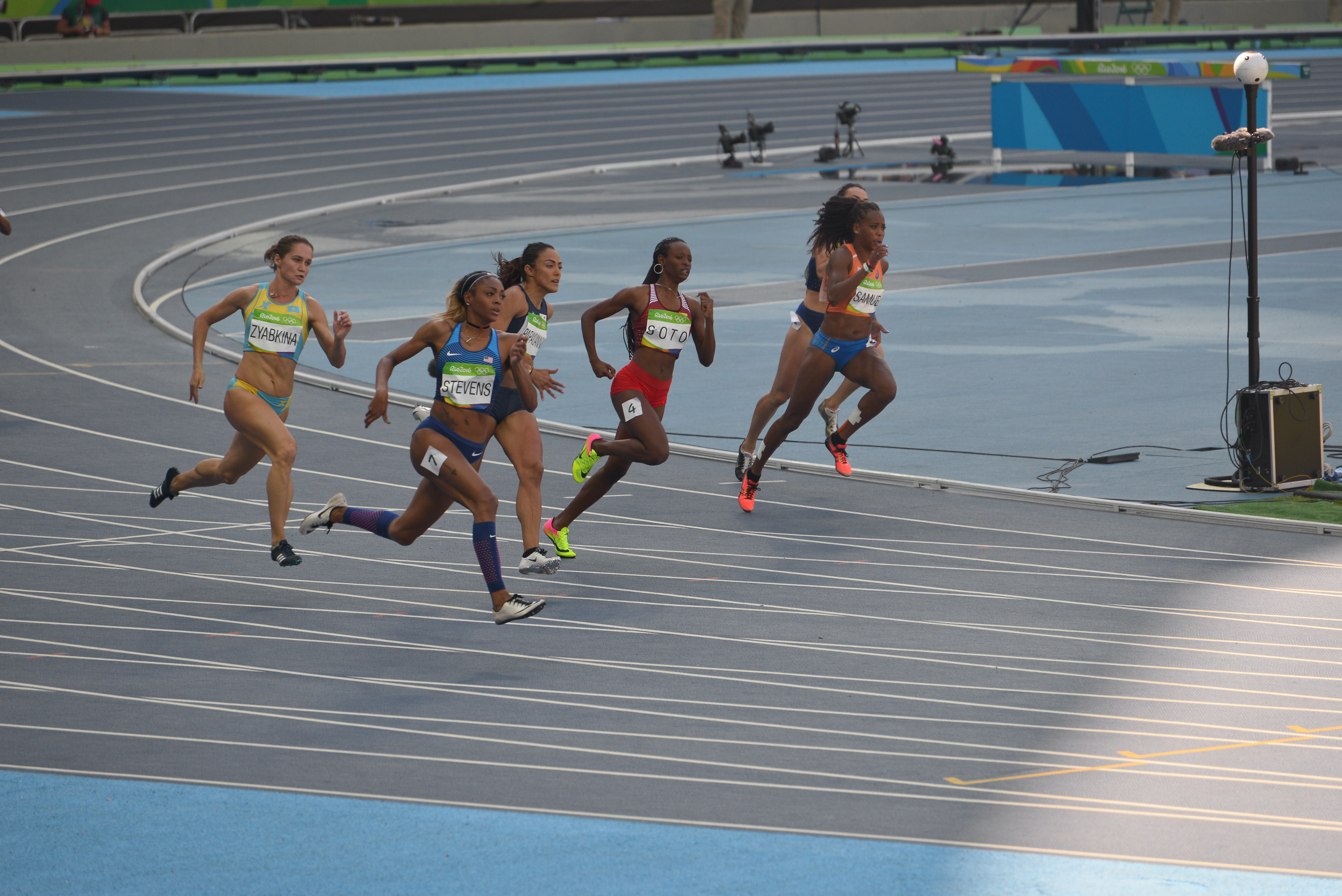
Disputa da bateria 6.

| Pos. | Raia | Atleta              | CON                | Reação         | Tempo | Notas           |
| ---- | ---- | ------------------- | ------------------ | -------------- | ----- | --------------- |
| 1    | 7    | Deajah Stevens      | USA Estados Unidos | 0.160          | 22.45 | Q               |
| 2    | 4    | Nercely Soto        | VEN Venezuela      | 0.196          | 22.89 | Q,              |
| 3    | 2    | Jamile Samuel       | NED Países Baixos  | 0.159          | 23.04 |                 |
| 4    | 5    | Ramona Papaioannou  | CYP Chipre         | 0.140          | 23.10 | Recorde pessoal |
| 5    | 1    | Yelyzaveta Bryzhina | UKR Ucrânia        | 0.178          | 23.28 |                 |
| 6    | 8    | Nigina Sharipova    | UZB Uzbequistão    | 0.140          | 23.33 |                 |
| 7    | 6    | Viktoriya Zyabkina  | KAZ Cazaquistão    | 0.167          | 23.34 |                 |
| 8    | 3    | Najima Parveen      | PAK Paquistão      | 0.183          | 26.11 |                 |
|      |      |                     |                    | Vento: 0.0 m/s |       |                 |

#### Bateria 7
| Pos. | Raia | Atleta                 | CON                          | Reação          | Tempo | Notas                |
| ---- | ---- | ---------------------- | ---------------------------- | --------------- | ----- | -------------------- |
| 1    | 6    | Ivet Lalova-Collio     | BUL Bulgária                 | 0.136           | 22.61 | Q                    |
| 2    | 3    | Ella Nelson            | AUS Austrália                | 0.155           | 22.66 | Q                    |
| 3    | 4    | Jodie Williams         | GBR Grã-Bretanha             | 0.135           | 22.69 | q,                   |
| 4    | 1    | Lorène Bazolo          | POR Portugal                 | 0.166           | 23.01 | Recorde pessoal      |
| 5    | 8    | Chisato Fukushima      | JPN Japão                    | 0.125           | 23.21 |                      |
| 6    | 5    | LaVerne Jones-Ferrette | ISV Ilhas Virgens Americanas | 0.127           | 23.35 |                      |
| 7    | 2    | Vitória Cristina Rosa  | BRA Brasil                   | 0.191           | 23.35 | Recorde da temporada |
| 8    | 7    | Sheniqua Ferguson      | BAH Bahamas                  | 0.153           | 23.62 |                      |
|      |      |                        |                              | Vento: +0.5 m/s |       |                      |

#### Bateria 8
| Pos. | Raia | Atleta               | CON                 | Reação          | Tempo | Notas           |
| ---- | ---- | -------------------- | ------------------- | --------------- | ----- | --------------- |
| 1    | 8    | Tori Bowie           | USA Estados Unidos  | 0.145           | 22.47 | Q               |
| 2    | 6    | Murielle Ahouré      | CIV Costa do Marfim | 0.156           | 22.52 | Q,              |
| 3    | 3    | Mujinga Kambundji    | SUI Suíça           | 0.139           | 22.78 | q,              |
| 4    | 1    | Nadine Gonska        | GER Alemanha        | 0.129           | 23.03 |                 |
| 5    | 5    | Eleni Artymata       | CYP Chipre          | 0.166           | 23.27 |                 |
| 6    | 2    | Arialis Gandulla     | CUB Cuba            | 0.149           | 23.41 |                 |
| 7    | 7    | Brenessa Thompson    | GUY Guiana          | 0.155           | 23.65 |                 |
| 8    | 4    | Maizurah Abdul Rahim | BRU Brunei          | 0.173           | 28.02 | Recorde pessoal |
|      |      |                      |                     | Vento: +0.1 m/s |       |                 |

#### Bateria 9
| Pos. | Raia | Atleta                  | CON                          | Reação          | Tempo | Notas |
| ---- | ---- | ----------------------- | ---------------------------- | --------------- | ----- | ----- |
| 1    | 3    | Edidiong Odiong         | BRN Bahrein                  | 0.156           | 22.74 | Q,    |
| 2    | 1    | Semoy Hackett           | TTO Trinidad e Tobago        | 0.162           | 22.78 | Q     |
| 3    | 6    | Veronica Campbell-Brown | JAM Jamaica                  | 0.170           | 22.97 |       |
| 4    | 8    | Olga Safronova          | KAZ Cazaquistão              | 0.144           | 23.29 |       |
| 5    | 7    | Ashley Kelly            | IVB Ilhas Virgens Britânicas | 0.191           | 23.61 |       |
| 6    | 4    | Tameka Williams         | SKN São Cristóvão e Neves    | 0.160           | 23.61 |       |
| 7    | 2    | Sabina Veit             | SLO Eslovênia                | 0.161           | 23.75 |       |
| 8    | 5    | Kristina Pronzhenko     | TJK Tajiquistão              | 0.213           | 25.53 |       |
|      |      |                         |                              | Vento: +0.6 m/s |       |       |

### Semifinais
Qualificação: 2 primeiros de cada bateira (Q), mais os 2 melhores tempos (q) foram classificados a final.

#### Semifinal 1
| Pos. | Raia | Atleta            | CON                | Reação          | Tempo | Notas |
| ---- | ---- | ----------------- | ------------------ | --------------- | ----- | ----- |
| 1    | 3    | Dafne Schippers   | NED Países Baixos  | 0.139           | 21.96 | Q     |
| 2    | 4    | Elaine Thompson   | JAM Jamaica        | 0.164           | 22.13 | Q,    |
| 3    | 5    | Deajah Stevens    | USA Estados Unidos | 0.170           | 22.38 | q     |
| 4    | 7    | Dina Asher-Smith  | GBR Grã-Bretanha   | 0.143           | 22.49 | q     |
| 5    | 6    | Blessing Okagbare | NGR Nigéria        | 0.179           | 22.69 |       |
| 6    | 2    | Mujinga Kambundji | SUI Suíça          | 0.121           | 22.83 |       |
| 7    | 8    | Lisa Mayer        | GER Alemanha       | 0.162           | 22.90 |       |
| 8    | 1    | Tynia Gaither     | BAH Bahamas        | 0.149           | 23.45 |       |
|      |      |                   |                    | Vento: +0.1 m/s |       |       |

#### Semifinal 2
| Pos. | Raia | Atleta              | CON                   | Reação          | Tempo | Notas           |
| ---- | ---- | ------------------- | --------------------- | --------------- | ----- | --------------- |
| 1    | 3    | Marie-Josée Ta Lou  | CIV Costa do Marfim   | 0.156           | 22.28 | Q,              |
| 2    | 4    | Ivet Lalova-Collio  | BUL Bulgária          | 0.127           | 22.42 | Q,              |
| 3    | 7    | Ella Nelson         | AUS Austrália         | 0.165           | 22.50 | Recorde pessoal |
| 4    | 6    | Jenna Prandini      | USA Estados Unidos    | 0.196           | 22.55 |                 |
| 5    | 5    | Nataliya Pohrebnyak | UKR Ucrânia           | 0.163           | 22.81 |                 |
| 6    | 8    | Semoy Hackett       | TTO Trinidad e Tobago | 0.240           | 22.94 |                 |
| 7    | 2    | Ángela Tenorio      | ECU Equador           | 0.160           | 22.99 |                 |
| 8    | 1    | Jodie Williams      | GBR Grã-Bretanha      | 0.173           | 22.99 |                 |
|      |      |                     |                       | Vento: +0.1 m/s |       |                 |

#### Semifinal 3
| Pos. | Raia | Atleta            | CON                   | Reação          | Tempo | Notas                |
| ---- | ---- | ----------------- | --------------------- | --------------- | ----- | -------------------- |
| 1    | 4    | Tori Bowie        | USA Estados Unidos    | 0.145           | 22.13 | Q                    |
| 2    | 6    | Michelle-Lee Ahye | TTO Trinidad e Tobago | 0.153           | 22.25 | Q                    |
| 3    | 8    | Simone Facey      | JAM Jamaica           | 0.158           | 22.57 | Recorde da temporada |
| 4    | 5    | Murielle Ahouré   | CIV Costa do Marfim   | 0.144           | 22.59 |                      |
| 5    | 2    | Gina Lückenkemper | GER Alemanha          | 0.196           | 22.73 |                      |
| 6    | 3    | Edidiong Odiong   | BRN Bahrein           | 0.156           | 22.84 |                      |
| 7    | 7    | Nercely Soto      | VEN Venezuela         | 0.174           | 22.88 | Recorde da temporada |
| 8    | 1    | Crystal Emmanuel  | CAN Canadá            | 0.149           | 23.05 |                      |
|      |      |                   |                       | Vento: +0.8 m/s |       |                      |

### Final
| Pos.              | Raia | Atleta             | CON                   | Reação          | Tempo | Notas                |
| ----------------- | ---- | ------------------ | --------------------- | --------------- | ----- | -------------------- |
| Medalha de ouro   | 6    | Elaine Thompson    | JAM Jamaica           | 0.152           | 21.78 | Recorde da temporada |
| Medalha de prata  | 4    | Dafne Schippers    | NED Países Baixos     | 0.141           | 21.88 | Recorde da temporada |
| Medalha de bronze | 5    | Tori Bowie         | USA Estados Unidos    | 0.143           | 22.15 |                      |
| 4                 | 3    | Marie-Josée Ta Lou | CIV Costa do Marfim   | 0.153           | 22.21 | Recorde nacional     |
| 5                 | 2    | Dina Asher-Smith   | GBR Grã-Bretanha      | 0.135           | 22.31 | Recorde da temporada |
| 6                 | 7    | Michelle-Lee Ahye  | TTO Trinidad e Tobago | 0.158           | 22.34 |                      |
| 7                 | 1    | Deajah Stevens     | USA Estados Unidos    | 0.171           | 22.65 |                      |
| 8                 | 8    | Ivet Lalova-Collio | BUL Bulgária          | 0.104           | 22.69 |                      |
|                   |      |                    |                       | Vento: -0.1 m/s |       |                      |

Legenda
| Recorde mundial      | Recorde mundial (World record)               |                       | Recorde africano                      | Recorde africano (African) |                                           | Q | Classificado por posição (Qualified) |
| Recorde olímpico     | Recorde olímpico (Olympic record)            | Recorde da América    | Recorde da América (Americas)         | q                          | Classificado por melhor tempo (Qualified) |   |                                      |
| Melhor marca do ano  | Melhor marca do ano (World leading)          | Recorde asiático      | Recorde asiático (Asian)              | DNS                        | Não largou (Did not start)                |   |                                      |
| Recorde nacional     | Recorde nacional (National record)           | Recorde europeu       | Recorde europeu (European)            | DNF                        | Não terminou (Did not finish)             |   |                                      |
| Recorde pessoal      | Recorde pessoal do atleta (Personal best)    | Recorde da Oceania    | Recorde da Oceania (Oceania)          | DSQ / DQ                   | Desclassificado (Disqualified)            |   |                                      |
| Recorde da temporada | Recorde da temporada do atleta (Season best) | Recorde sul-americano | Recorde sul-americano (South America) | NM                         | Sem marca (No mark)                       |   |                                      |